# Potenciometar
Potenciometar je otpornički razdjelnik električnoga napona (razlike električnog potencijala), sa stalnim rasporedom (najmanje dva serijski spojena električna otpornika) ili s promjenljivim rasporedom otpora (promjenljivi električni otpornik s kliznim spojem). Kako su padovi napona na pojedinim dijelovima otpornika razmjerni (proporcionalni) električnim otporima tih dijelova, mogu se odabrati određeni dijelovi napona između krajeva potenciometra. Ako je promjenljivi otpornik umjeren u pripadnim naponima, služi kao usporedbeno mjerilo napona (na primjer u Poggendorffovu postupku usporedbe).
U tehničkoj praksi, potenciometrom se uglavnom naziva promjenljivi električni otpornik s kliznim, linearnim ili okretnim spojem te s linearnom (ravnom) ili logaritamskom promjenom električnog otpora.

## Vanjske poveznice
|  | Zajednički poslužitelj ima još gradiva o temi Potenciometar |